# Elsterwerda
Elsterwerda (dolnolužicky Wikow) je město v Německu na jihozápadě Braniborska v okrese Labe-Halštrov, 50 km severně od Drážďan. Městem Elsterwerda protéká řeka Černý Halštrov
a kanál „Elsterwerda-Grödel“. Městem prochází silnice 1. třídy č. B 101 a B 169.

## Městské části Elsterwerdy
Elsterwerda (Wikow) německy a (lužickosrbsky)

"Biehla" (Běła), "Kotschka" (Kóčka), "Kraupa" (Křupač), "Krauschütz" (Kružwica), sídlo "Reissdamm", "Mitte" a "West".

## Sousední města a obce
- Bad Liebenwerda
- Hohenleipisch
- Plessa
- Gröden
- Merzdorf
- Prösen
- Saathain
- Haida

## Historie
První písemná zmínka o obci pochází z roku 1211, tehdy ještě pod jménem Rudolfus sacertos de Elsterwerden. Elsterwerda patřila do roku 1806 saskému kurfiřtství, od roku 1806 do 1815 pak saskému království. Díky Vídeňskému kongresu připadla Elsterwerda Pruské provincii Sasko.

## Partnerská města
- Nakło nad Notecią, Polsko
- Vreden, Německo

## Památky
- Zámek Das Elsterschloss
- Větrný mlýn Bockwindmühle
- Modelářský park Miniaturpark (od dubna 2007)
- Stará radnice
- Galerie Hanse Nadlera

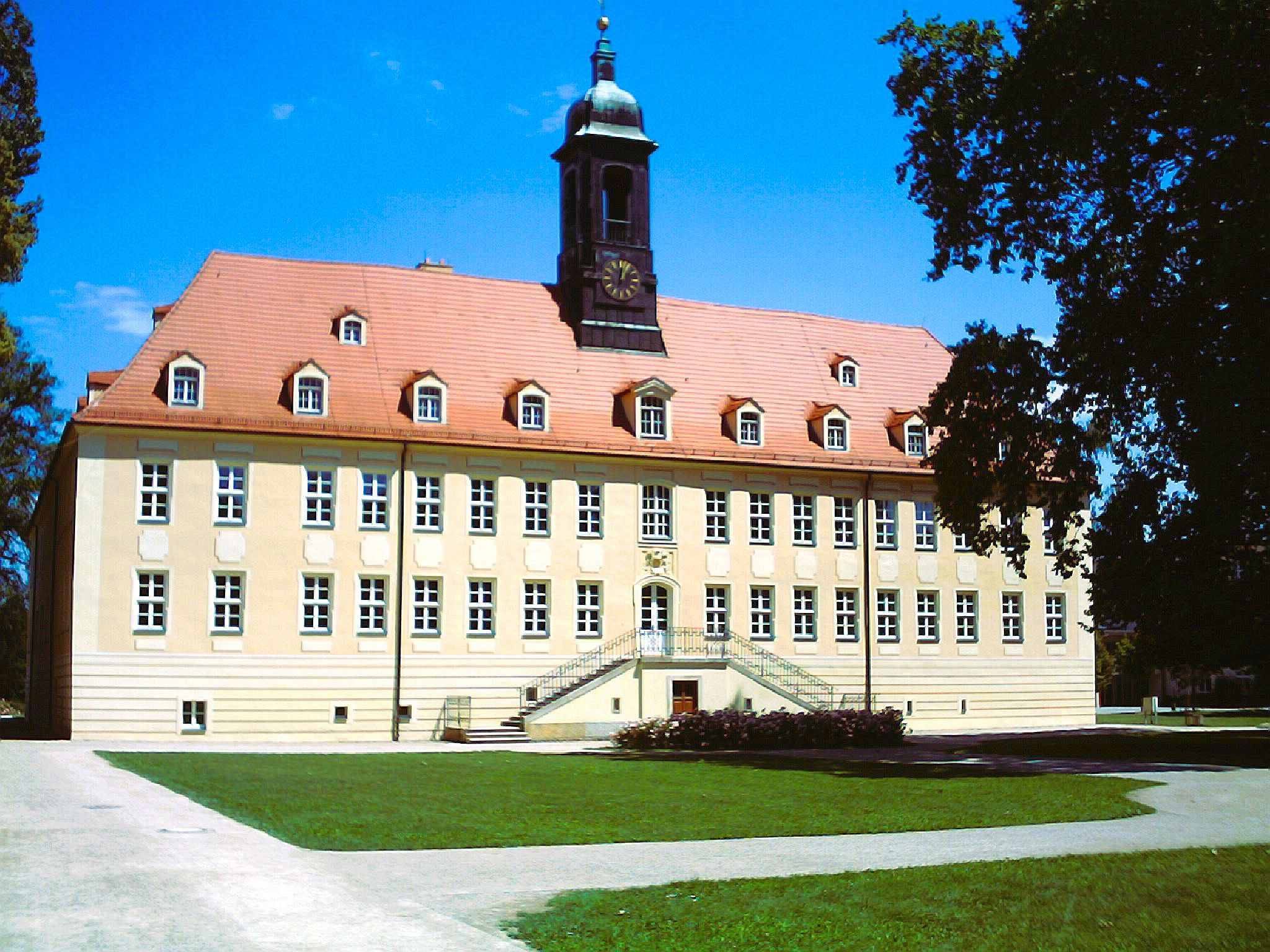
Zámek Elsterschloss
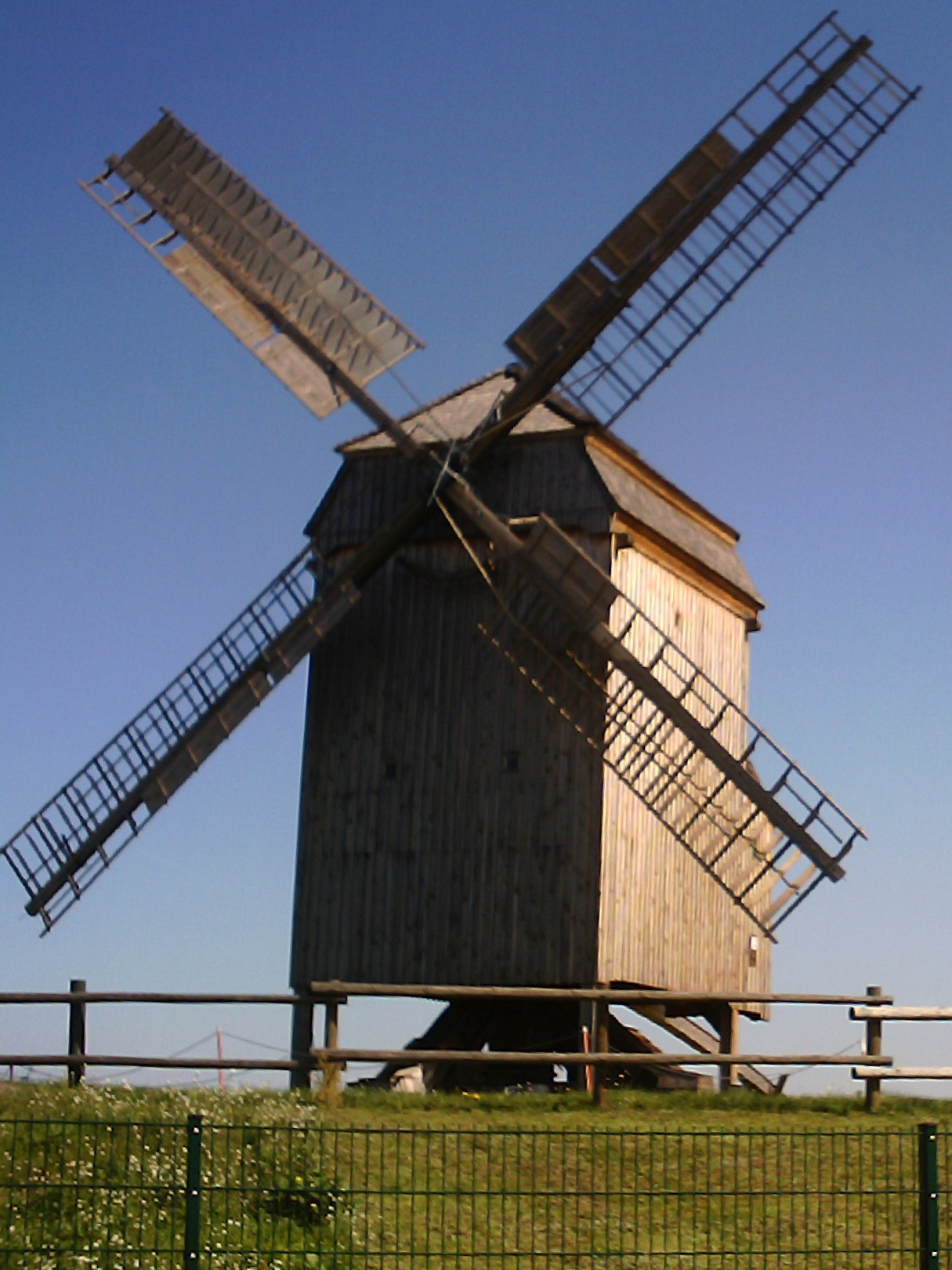
Větrný mlýn
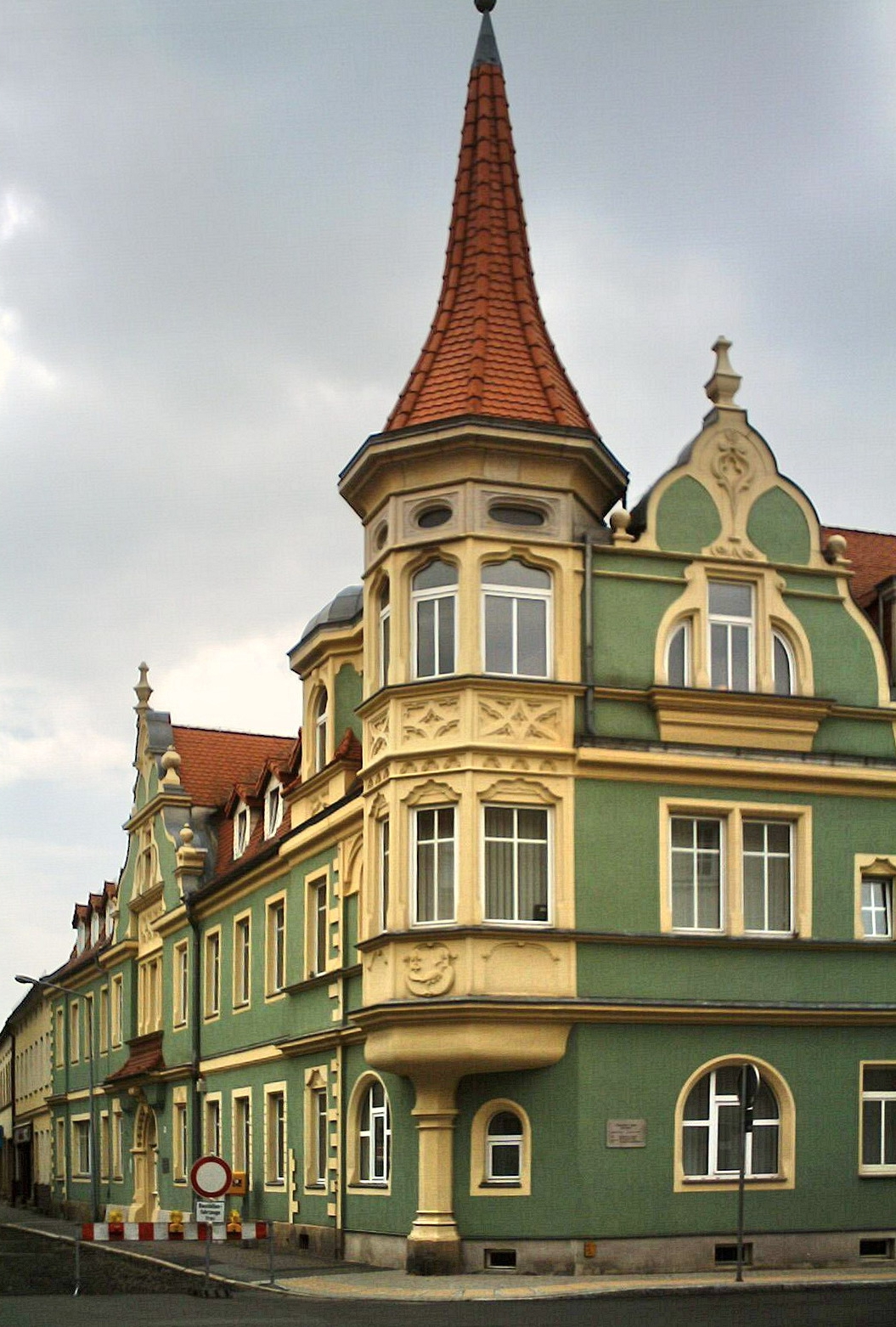
Radnice
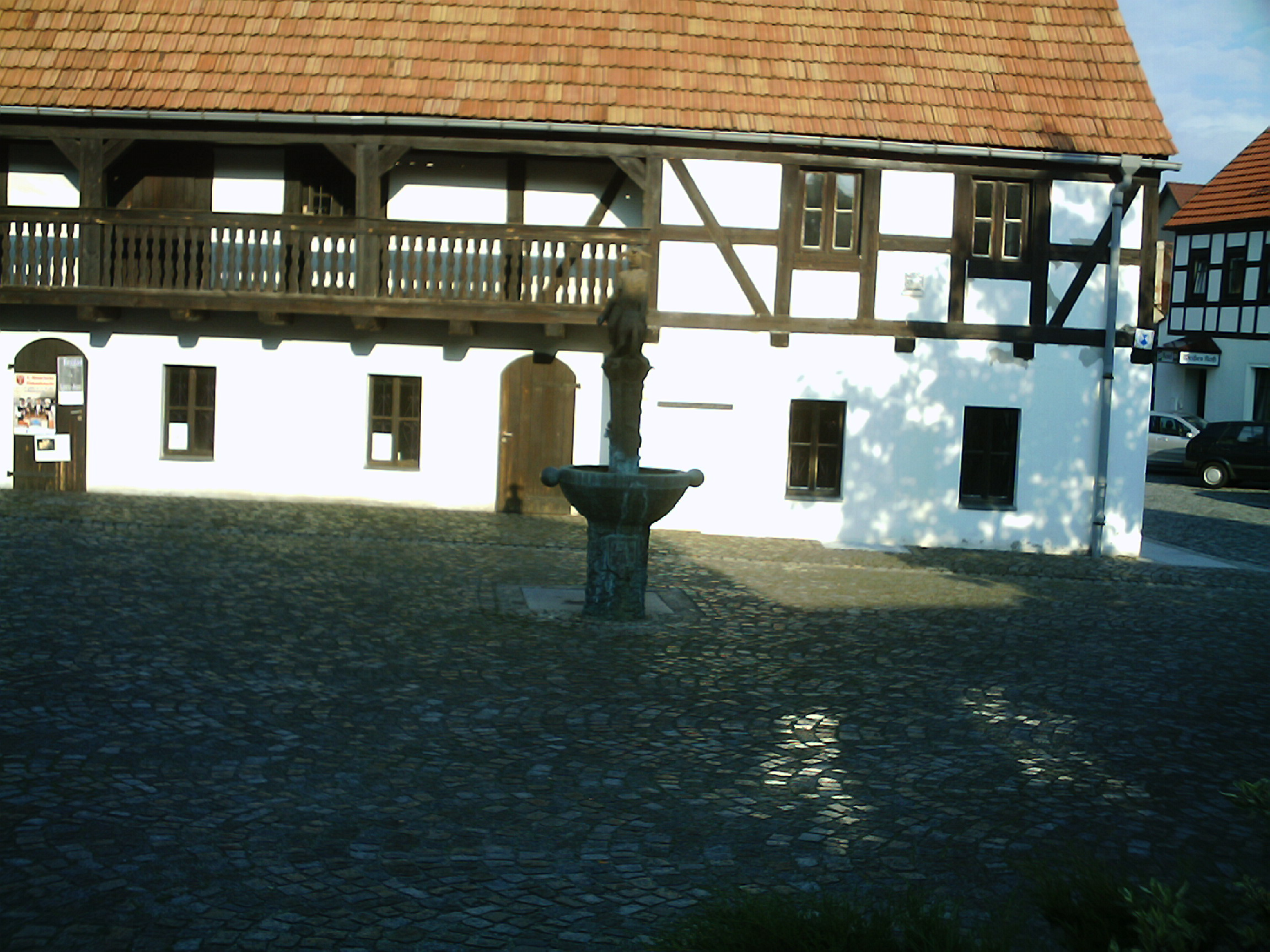
Galerie